# MSDOS.SYS
MSDOS.SYSは、MS-DOSのカーネルのうち、特に機種依存しない部分（のファイル名）である。起動時には、機種依存する部分であるIO.SYSの後に動作する（詳しい流れはIO.SYSの記事を参照）。ただし、Windows 9x系ではコードは全てIO.SYSの中に移行されており、MSDOS.SYSは設定情報が書かれたテキストファイルになっている。
起動ディスクのルートディレクトリに必要である。FORMAT /Sなどで起動ディスクを作成した場合、「隠し」「読み取り専用」「システム」の属性がオンにされている。
PC DOSやDR-DOSではIBMDOS.COMという名前である。
NT系 Windowsでは、ブート方法から異なっており（NTLDRなど）、起動には関与しない。
ブートセクタにあるMS-DOSのブートローダが、MSDOS.SYSの存在をチェックするか否かには、違いのあるブートローダがあり、IO.SYSとMSDOS.SYSの両方の存在を確認してから、ロードしたIO.SYSに制御を移すものと、MSDOS.SYSの存在をチェックしないものがあった。またブートローダによってはファイルの属性をチェックするものもある。